# Hōjō Tokiyuki
Hōjō Tokiyuki (北条 時行?) fue un samurái del clan Hōjō que luchó tanto a favor como en contra de la Corte Imperial. Su padre fue Hōjō Takatoki, último regente del Shogunal y gobernante de facto del shogunato de Kamakura.
Tokiyuki había luchado tanto contra las fuerzas imperiales como contra las de los Ashikaga para salvar al shogunato de Kamakura, del cual su clan había sido el gobernante durante más de un siglo. El clan Hōjō había gobernado el shogunato durante generaciones, pero la línea principal se deterioro. Takatoki todavía mandaba al shogunato, pero sus consejeros eran quienes tenían el verdadero poder. Después del asedio de Kamakura en 1333, el suicidio de su padre y la destrucción casi completa de su familia, escapó a la provincia de Shinano y a la casa de Suwa Yorishige, donde reunió un ejército con el que regresar e intentar recuperar el poder. Volvió a entrar en Kamakura en 1335, lo que obligó a Ashikaga Tadayoshi a huir antes de que el hermano mayor de Tadayoshi y el futuro shōgun Ashikaga Takauji lo obligaran a huir.
Poco después de su derrota, Tokiyuki pidió el perdón del emperador Go-Daigo y entró formalmente al servicio de la Corte Sur, luchando bajo el mando de Kitabatake Akiie y más tarde del príncipe Munenaga. También ayudó en la reconquista de Kamakura en 1352, dirigida por Nitta Yoshioki. Sin embargo, cuando Nitta fue perseguido por Ashikaga Takauji y buscó refugio en la provincia de Echigo, Tokiyuki huyó a la provincia de Sagami, donde fue descubierto y decapitado por fuerzas leales a los Ashikaga.